# القوات المسلحة لجمهورية الصين
القوات المسلحة لجمهورية الصين (بالصينية: 中華民國國軍). هي القوات المسلحة لجمهورية الصين (تايوان). وهي تتألف من الجيش والبحرية (بما في ذلك مشاة البحرية) والقوات الجوية وقوات الشرطة العسكرية. يخضع الجيش للسيطرة المَدنية لوزارة الدفاع الوطني ، وهي وكالة على مستوى وزارة لمجلس الوزراء الذي يشرف عليه اليوان التشريعي .
كان يُعرف سابقًا باسم الجيش الثوري الوطني، وأعيد تسميته باسم القوات المسلحة لجمهورية الصين في عام 1947 طبقة للدستور الصادر حديثًا لجمهورية الصين(تيوان).  كما تمت الإشارة إليها تاريخيًا باسم القوات المسلحة الوطنية الصينية قبل إنشاء جمهورية الصين الشعبية في البر الرئيسي الصيني والخسارة التدريجية للاعتراف الدولي في السبعينيات من قبل الأمم المتحدة والعديد من البلدان، بما في ذلك حليفتها المقربة الولايات المتحدة .
حتى السبعينيات وقرب نهاية الأحكام العرفية، كانت المهمة الأساسية للجيش هي أن تستعيد جمهورية الصين في نهاية المطاف البر الرئيسي للصين من جمهورية الصين الشعبية التي يسيطر عليها الحزب الشيوعي من خلال حملات مثل Project National Glory.  أما المهمة الرئيسية الحالية للجيش فهي الدفاع عن الجزر المتبقية تحت سيطرة جمهورية الصين (تيوان)، ضد أي غزو عسكري مُحتمل من قبل جيش التحرير الشعبي لجمهورية الصين الشعبية من البر الأساسي، والذي يُنظر إليه على أنه التهديد الرئيسي لجمهورية الصين (تيوان)   في النزاع المستمر حول الوضع السياسي الغامض لتايوان والذي يعود تاريخه إلى النهاية الفعلية للحرب الأهلية الصينية في عام 1949.
تمتلك تيوان قوة نشطة تقريبية لأكثر من 200,000 فرد بدوام كامل وهي قادرة على تعبئة أكثر من 2.3 مليون جندي احتياطي في حالة الحرب. كما أن لديها مجموعة كبيرة من المجندين، حيث يتعين على كل مواطن ذكر صالح في جمهورية الصين أن يخدم لمدة عام عندما يصل إلى سن 18 العسكرية.

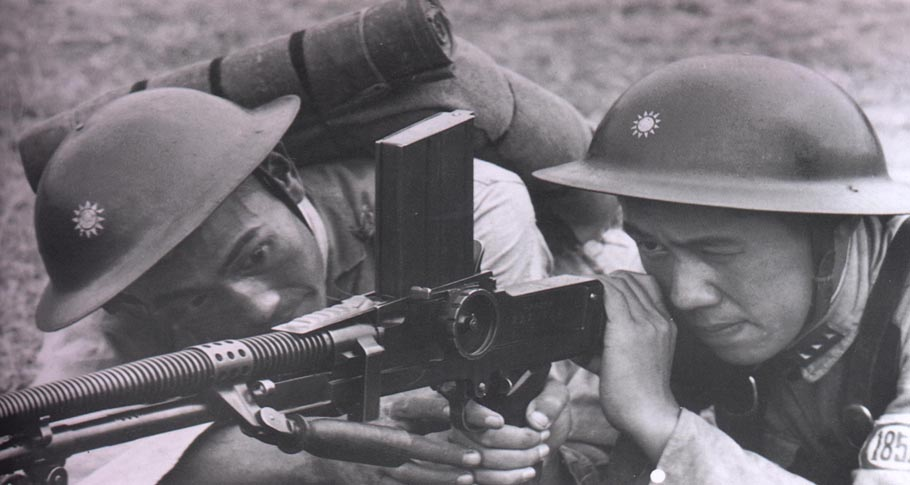
جنود فرقة المشاة 185 خلال الحرب العالمية الثانية

## الجيش

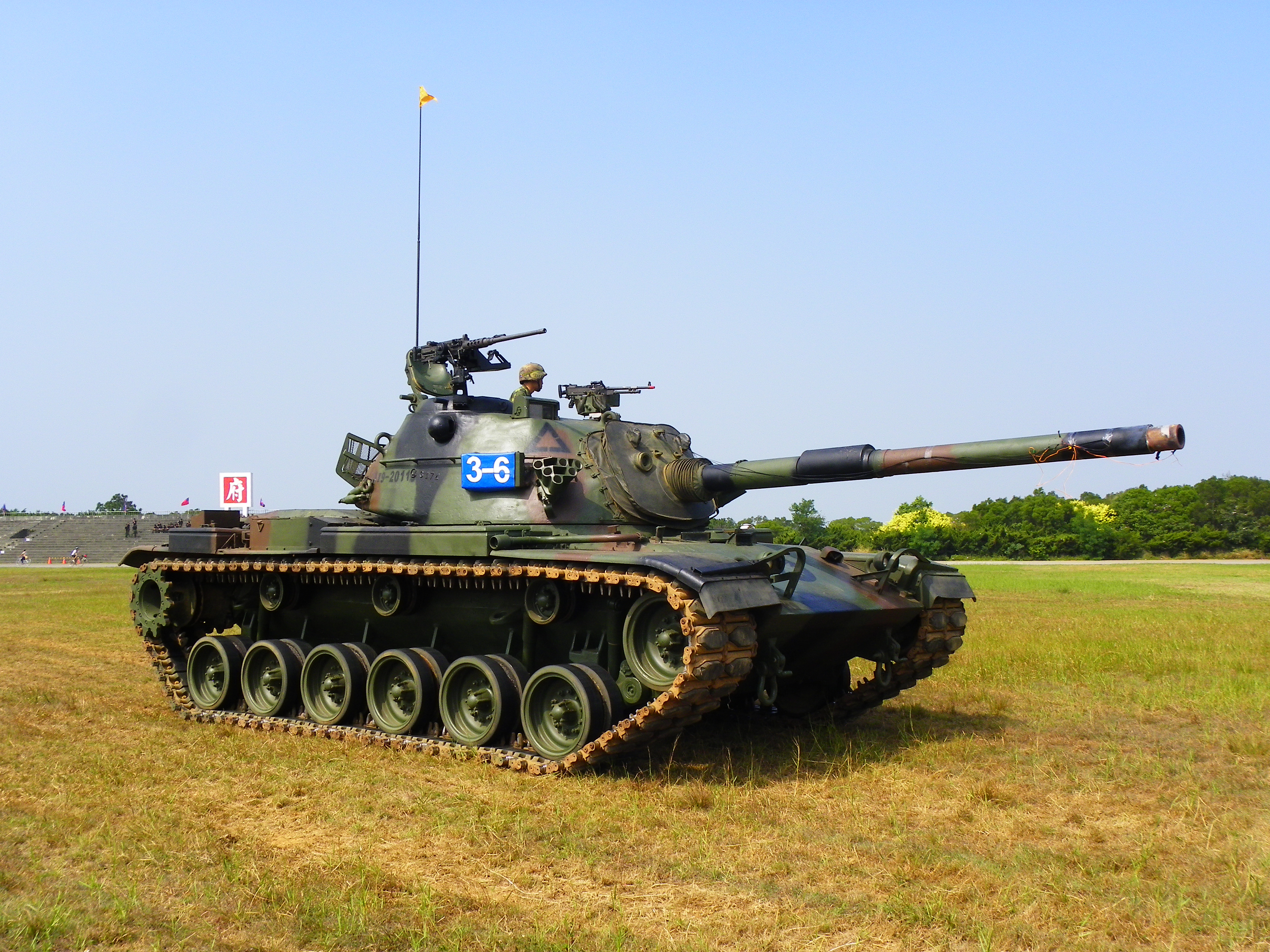
دبابة CM-11 Brave Tiger تيوانية

تأسست القوة البرية عام 1924. يمكن إرجاعها إلى نشاءة أكاديمية وامبوا العسكرية في كانتون بواسطة القائد الثوري صن يات صن عام 1911 وتم تأسيسه بإسم الجيش الثوري الوطني، الذراع العسكرية لحزب الكومينتانج. تم نقل أكاديمية وامبوا العسكرية إلى تايوان بعد عام 1949 وأعيد تأسيسها باسم الأكاديمية العسكرية لجمهورية الصين.

## القوات البحرية

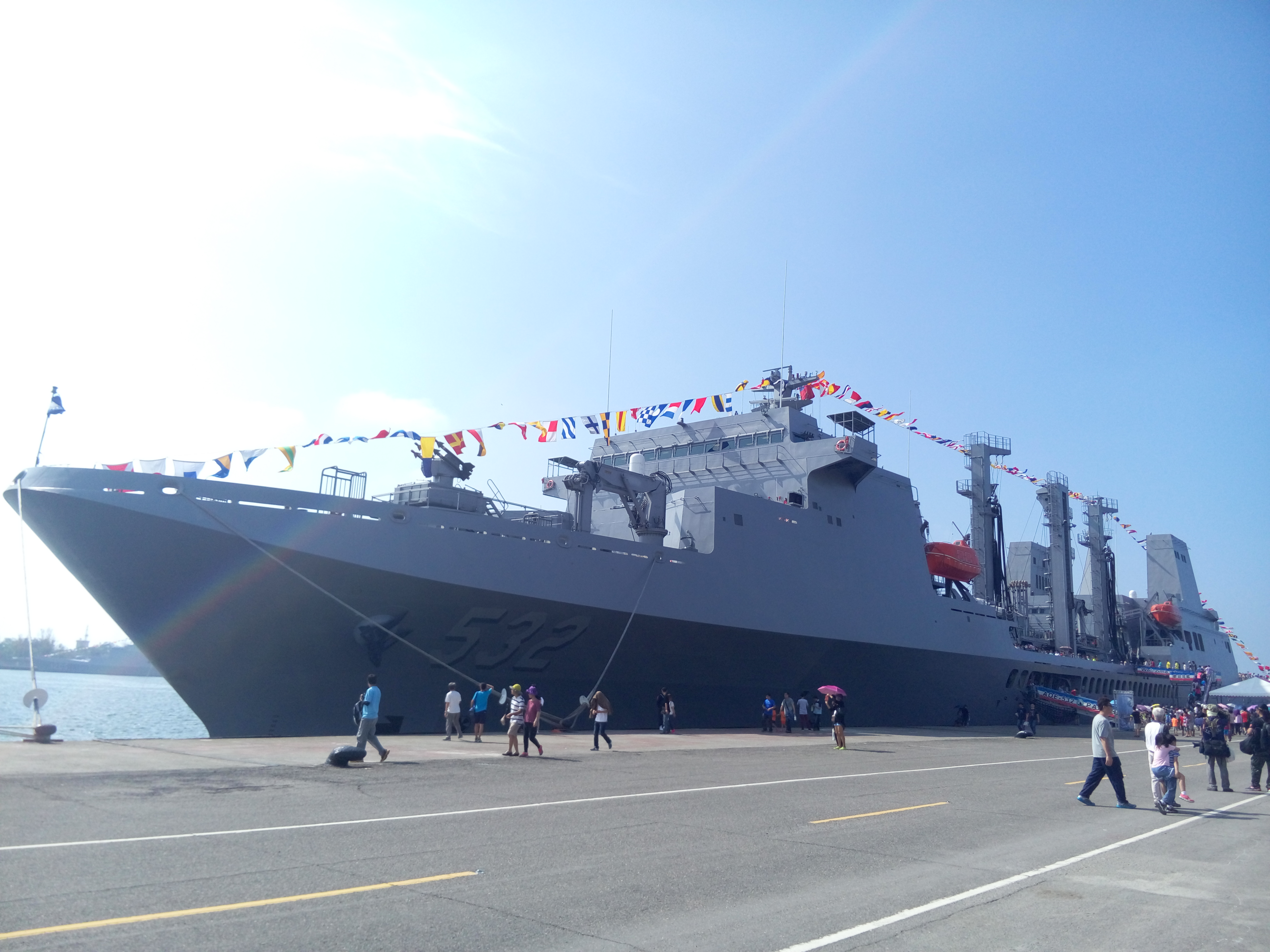
ROCS Pan Shih (AOE-532)

مع إنشاء جمهورية الصين في عام 1912 ، اتفق العديد من ضباط البحرية السابقين في سلالة التشينج مع المثل الأعلى الثوري للجمهورية الجديدة وانضموا إلى البحرية. كان تطوير البحرية الجمهورية بطيئًا إلى حد ما. علاوة على ذلك ، كانت هناك صراعات داخلية أثناء تطورها. خلال الحرب الصينية اليابانية الثانية ، دَمرت البحرية الإمبراطورية اليابانية معظم البحرية الصينية. في عام 1946 تم إنشاء الأكاديمية البحرية لجمهورية الصين في شنجهاي. تم نقلها إلى تايوان في عام 1949.

## القوات الجوية

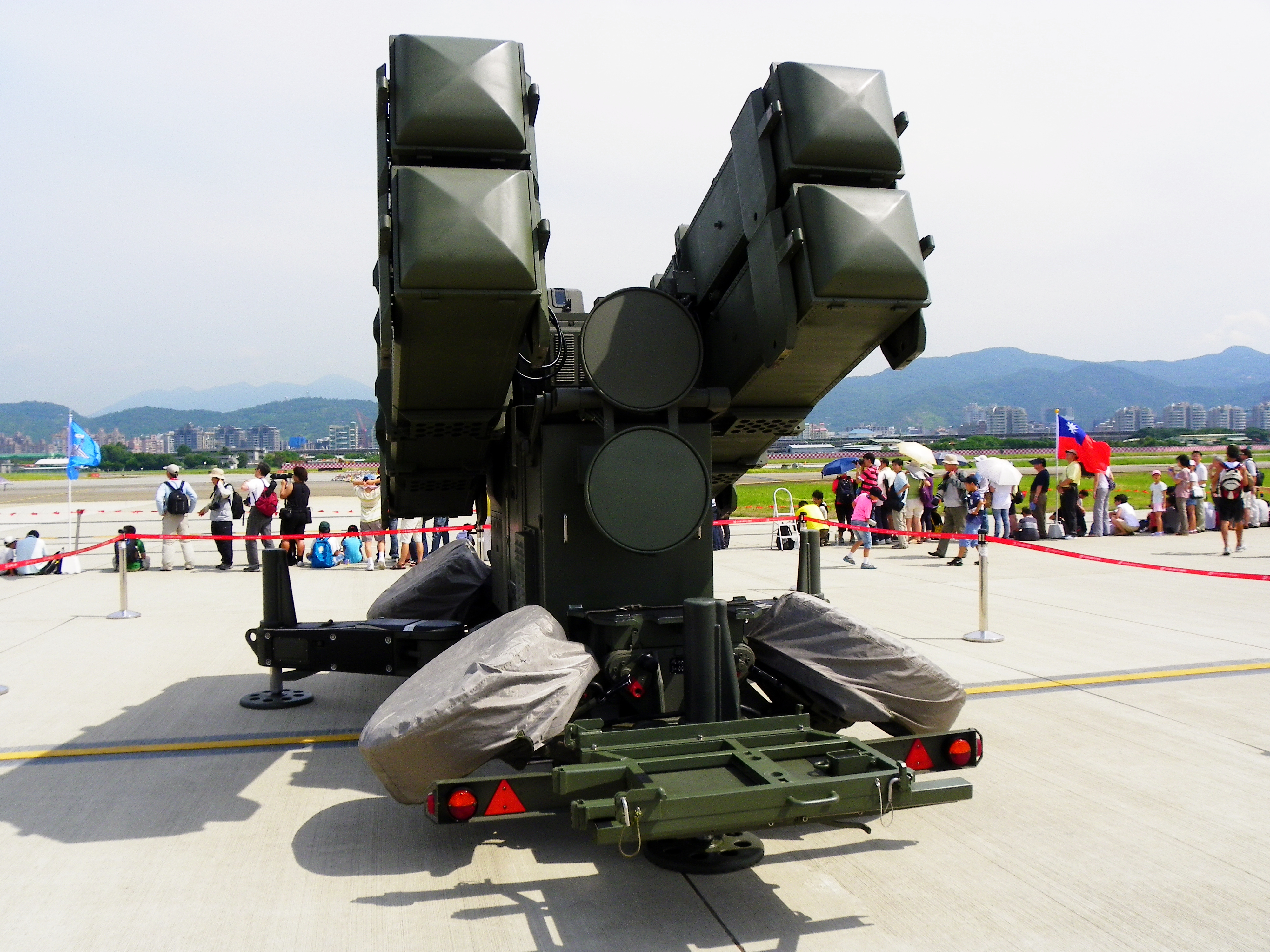
بطارية دفاع جوي تيوانية

في عام 1920 ، أنشأت شركة Sun Yat-sen وزارة الطيران في كانتون ولكن بسبب الحرب الأهلية، تم تفكيكها لاحقًا. في عام 1929 ، أنشأ شيانج كاي شيك فئة الطيران في الأكاديمية العسكرية. ثم تم نقله إلى مدينة هانغتشو في عام 1931. بعد اندلاع الحرب الصينية اليابانية الثانية، كانت القوات الجوية لجمهورية الصين مسؤولة عن إسقاط العديد من مقاتلات القوات الجوية اليابانية. بعد عام 1949 ، تم نقل الأكاديمية الجوية إلى جزيرة تايوان.

## عقيدة الدفاع الشامل
منذ عام 2021 ، تم زيادة التدريب للتشكيلات الاحتياطية مع التركيز على حرب المدن و الحروب الغير متكافئة. تم زيادة فترة تدريب جنود الاحتياط من 5-7 أيام إلي أسبوعين. في عام 2022 ، بلغ عدد الاحتياط 2.31 مليون.
أدى الغزو الروسي لأوكرانيا عام 2022 إلى زيادة الدعم الشعبي وفهمه لأهمية الجهازية القتالية لقوات الاحتياط  وفي عام 2022 تم إدراج النساء في التدريب الاحتياطي.  ومع أعقاب الغزو الروسي لأوكرانيا، رفعت وزارة الدفاع الحد الأدنى للمخزون الوطني المطلوب من الأدوية من شهرين إلى ستة أشهر مع ما يصل إلى عام من مخزونات الأدوية الضرورية. 

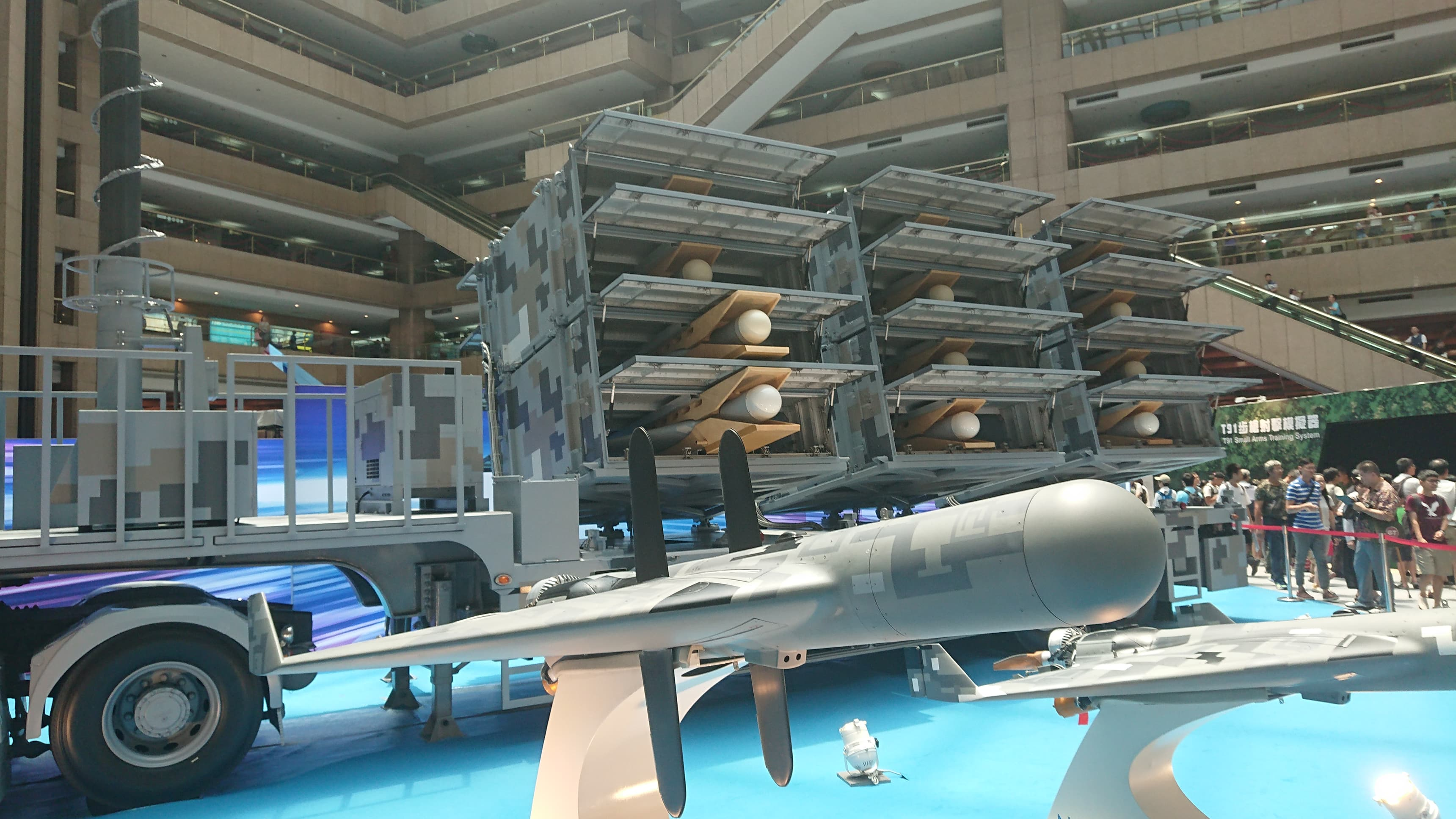
ذخيرة NCSIST Chien Hsiang المُتسكعة

## الاصلاحات والتنمية

### السيطرة المدنية على الجيش

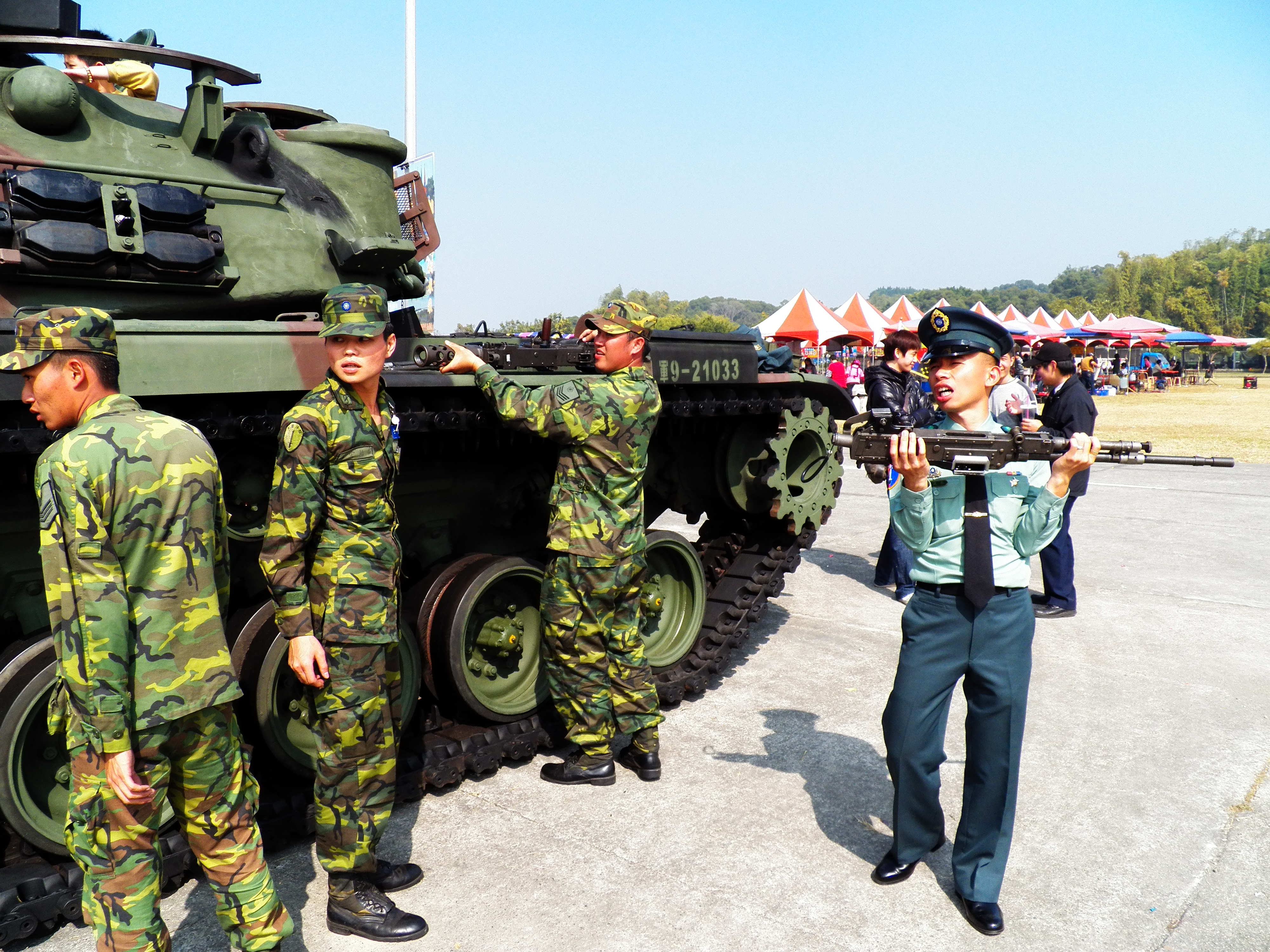
جنود جيش جمهورية الصين يزيلون المدافع الرشاشة من دبابة CM-12

تم بناء جيش جمهورية الصين الحديث على غرار الأنظمة العسكرية الغربية، فمعظمها على شاكلة الجيش الأمريكي. داخليًا ، لدي الجيش قسم للحرب السياسية يسيطر بشدة ويراقب كل مستوى من مستويات الجيش ، ويقدم تقاريره مباشرة إلى المقر العام لجيش جمهورية الصين، وإذا لزم الأمر، مباشرة إلى رئيس جمهورية الصين. وهذا مرحل من حقبة ما قبل عام 1949، عندما اخترق عملاء شيوعيون حزب الكومينتانج وجيشه مرارًا وتكرارًا مما أدى إلى انشقاق وحدات الخطوط الأمامية إلى الصين الشيوعية. لتعزيز سيطرتهم على الجيش ومنع تكرار الانشقاق الهائل الذي حدث أثناء الحرب الأهلية بعد الانسحاب إلى تايوان في عام 1949، تم بسط سيطرة صارمة على الجيش، من خلال تعيين ضباط ومفوضين سياسيين حتى مستوى الكتيبة، من أجل ضمان الصوابية السياسية في الجيش و الولاء تجاه قيادة جمهورية الصين. أعطى هذا للمفوضين السياسيين قدرًا كبيرًا من السلطة، مما سمح لهم بالتغلب على قائد الوحدة والاستيلاء على الوحدة في حالة الشك في الولاء أو التمرد. في السنوات الأخيرة فقط، خفضت إدارة الحرب السياسية قوتها داخل جيش جمهورية الصين.

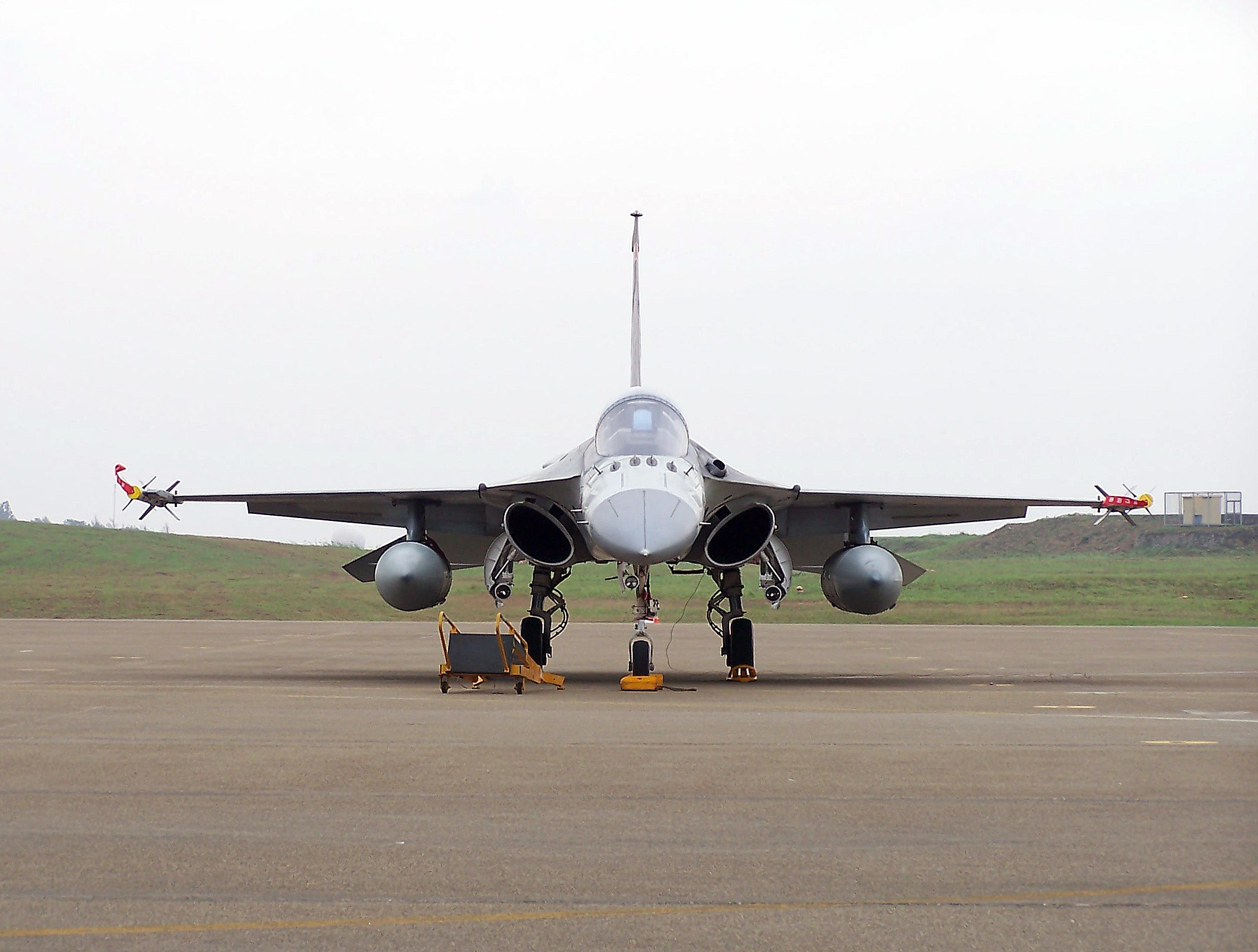
مقاتلة ROCAF AIDC F-CK

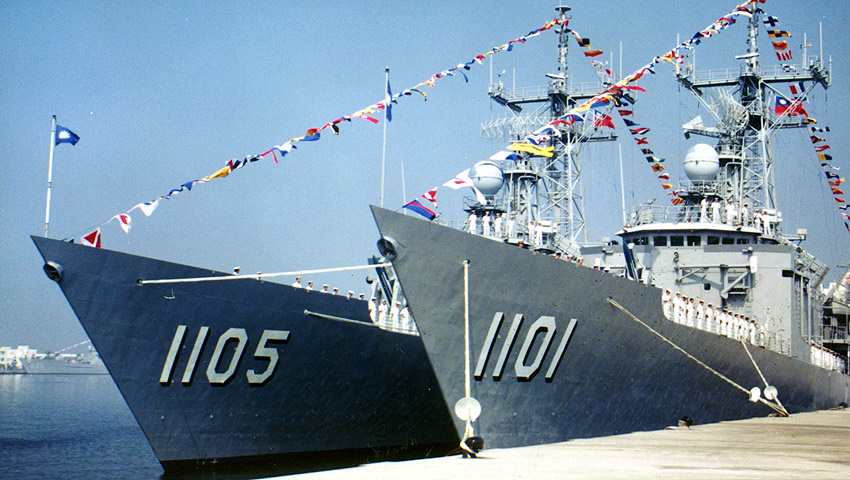
فرقاطة من طراز ROCN Cheng Kung

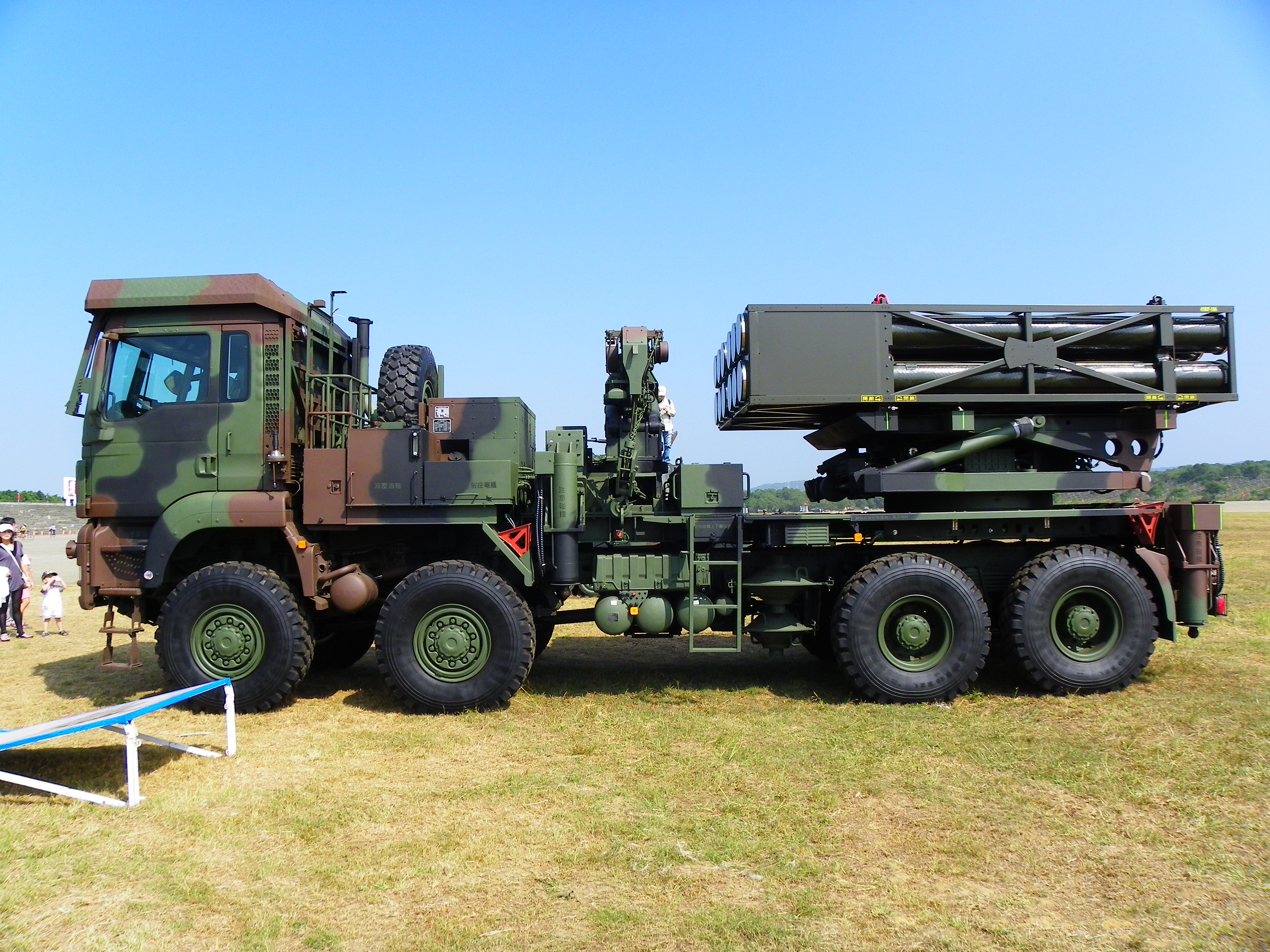
بطارية Thunderbolt-2000

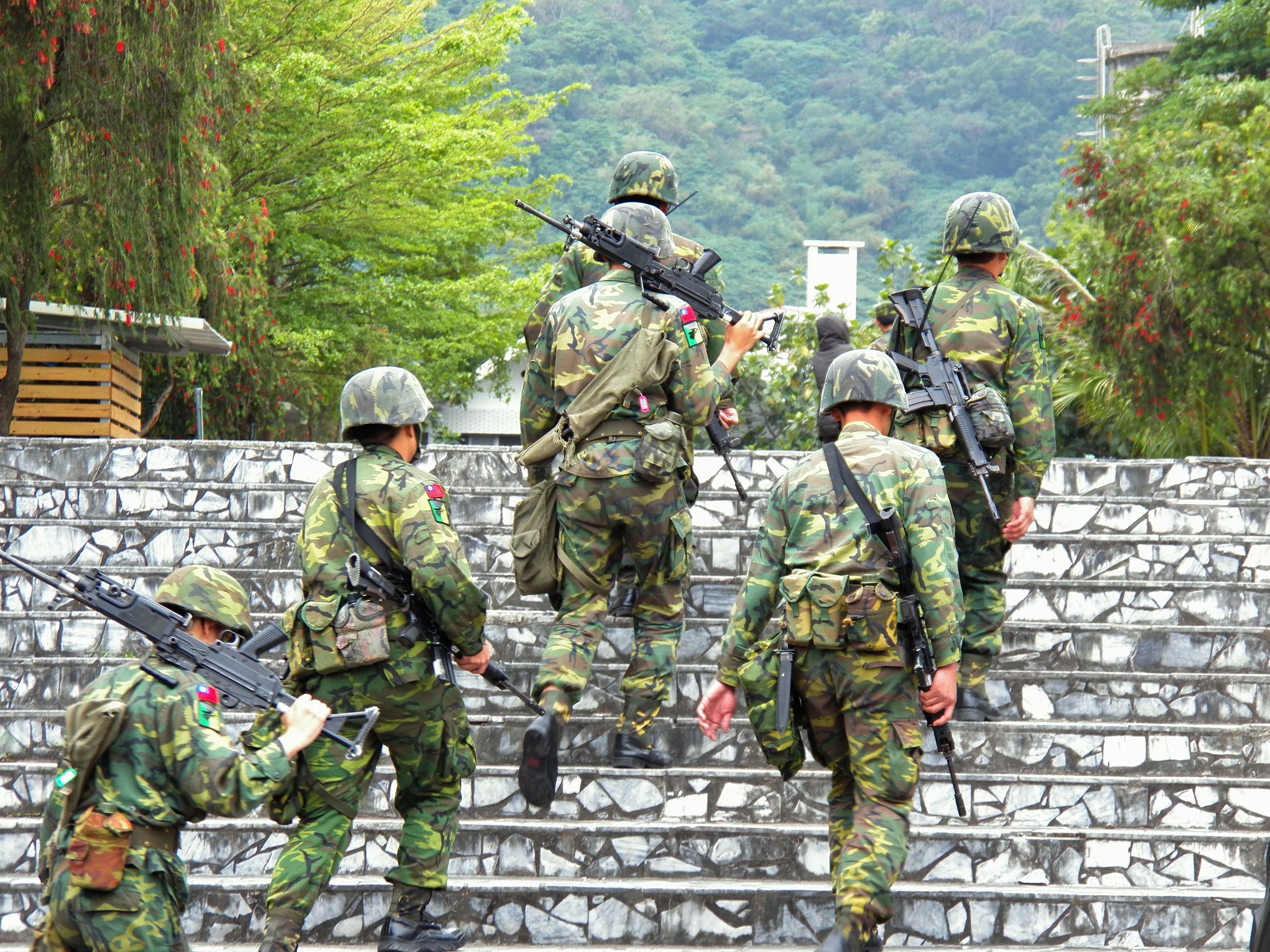
جنود قيادة الدفاع في تايتونج مع مدفع رشاش خفيف T75